# Fons Rademakers

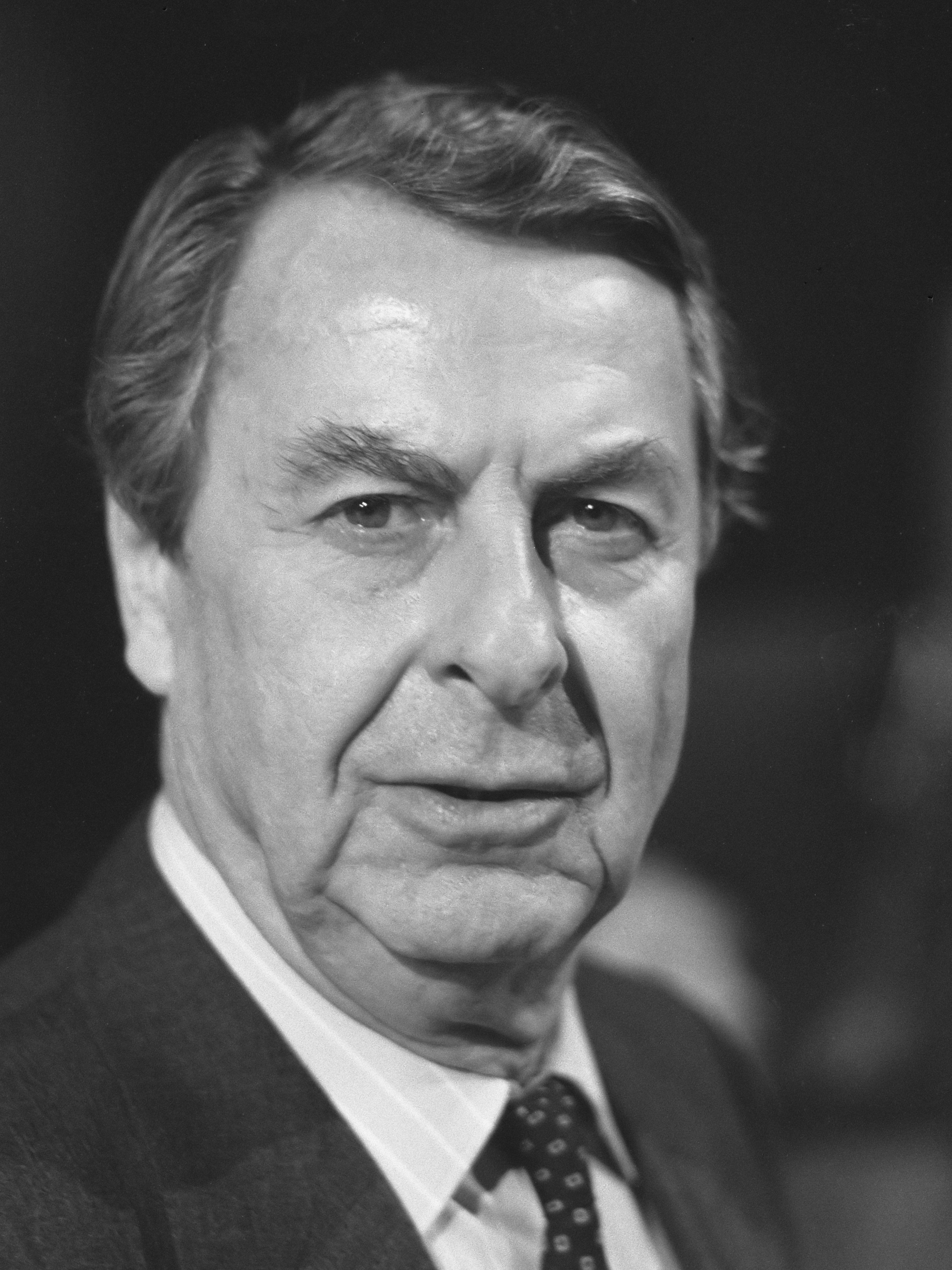
Fons Rademakers (1986)

Fons Rademakers (* 5. September 1920 in Roosendaal; † 22. Februar 2007 in Genf) war ein niederländischer Filmregisseur und Schauspieler.

## Leben und Wirken
Rademakers, zunächst Regieassistent in der Schweiz (bei Jacques Feyders Kinoinszenierung Eine Frau verschwindet) und Schauspieler in Amsterdam, erlernte sein Metier in den 1950er Jahren u. a. bei Vittorio De Sica und Jean Renoir. Als Regisseur debütierte er 1958 mit Das Dorf am Fluss (Dorp aan de rivier), wofür er als erster niederländischer Filmregisseur für einen Oscar nominiert wurde. 1961 gewann Rademakers mit Makkers, staakt uw wild geraas einen Silbernen Bären auf der Berlinale 1961.
1987 folgte der Oscar für Der Anschlag (De Aanslag) nach dem gleichnamigen Roman Das Attentat von Harry Mulisch. 1987 gewann der Film auch den Golden Globe Award, ebenfalls in der Kategorie Bester fremdsprachiger Film. 1989 drehte Rademakers seinen letzten Film The Rosegarden, eine wenig erfolgreiche internationale Produktion. Damit beendete er seine Laufbahn und zog sich mit seiner Frau Lili nach Italien zurück. Zuletzt lebte er in Frankreich.
Rademakers starb in einem Genfer Krankenhaus an einem Lungenemphysem.

## Filmografie
- 1954: Secret File, U.S.A.
- 1958: Das Dorf am Fluß (Dorp aan de rivier) – Drehbuch: Hugo Claus
- 1960: Wenn es Euch nicht von Herzen geht (Makkers, staakt uw wild geraas) (Silberner Bär Berlin 1961)
- 1961: Das Messer (Het mes)
- 1963: Als twee druppels water (nach dem Buch De donkere kamer van Damokles von Willem Frederik Hermans)
- 1966: Feuer auf der Haut (De dans van de reiger)
- 1971: Mira (nach dem Buch De teloorgang van de waterhoek von Stijn Streuvels)
- 1971: Blut an den Lippen (Les lèvres rouges)
- 1973: C.A.T.S. (Because of the cats)
- 1976: Max Havelaar – Meine Tage in der Südsee (nach dem gleichnamigen Buch von Multatuli)
- 1979: Mijn vriend
- 1986: Der Anschlag – nach dem Roman Das Attentat von Harry Mulisch
- 1989: Der Rosengarten